# 한국간담췌외과학회
한국간담췌외과학회(The Korean Association of Hepato-Biliary-Pancreatic Surgery, KAHBPS)는 간담췌외과학분야에 대한 연구 발전을 도모하고 학문적으로 도움을 주며 상호 간의 친목도 도모함으로써 국민 건강의 향상에 기여함을 목적으로 1993년 2월 13일에 설립된 학술단체이다. 사무실은 서울특별시 중구 청파로 464 브라운스톤서울 101동 2203호에 있다. 학술대회를 개최, 학술지 및 학술도서의 간행, 회원 상호간의 친목과 권익옹호를 위한 사업, 학술 활동 장려 및 지원과 장학 사업 등을 활동하고 있다. 학회지 《한국간담췌외과학회지》를 발간하고 있다.

## 주요 사업
- 학술대회 개최
- 학술지 및 학술 도서의 간행
- 관련 학회와의 협조
- 회원 상호 간의 친목과 권익 옹호를 위한 사업
- 회원의 연구 등 학술 활동 장려 및 지원과 장학 사업
- 기타 관련 분야의 발전을 위한 제반 사업

## 역대 임원

### 역대 회장
| 대수   | 성명   | 소속                  | 재직 기간     |
| ------ | ------ | --------------------- | ------------- |
| 제1대  | 김수태 | 서울대학교 의과대학   | 1993년~1996년 |
| 제2대  | 이혁상 | 인제대학교 의과대학   | 1996년~1999년 |
| 제3대  | 김병로 | 연세대학교 의과대학   | 1999년~2000년 |
| 제4대  | 김용일 | 성균관대학교 의과대학 | 2000년~2001년 |
| 제5대  | 이건욱 | 서울대학교 의과대학   | 2001년~2003년 |
| 제6대  | 이광수 | 한양대학교 의과대학   | 2003년~2005년 |
| 제7대  | 이승규 | 울산대학교 의과대학   | 2005년~2007년 |
| 제8대  | 김홍진 | 영남대학교 의과대학   | 2007년~2009년 |
| 제9대  | 김선회 | 서울대학교 의과대학   | 2009년~2011년 |
| 제10대 | 최동욱 | 성균관대학교 의과대학 | 2011년~2013년 |
| 제11대 | 왕희정 | 아주대학교 의과대학   | 2013년~2015년 |
| 제12대 | 이우정 | 연세대학교 의과대학   | 2015년~2016년 |
| 제13대 | 박일영 | 가톨릭대학교 의과대학 | 2016년~2017년 |
| 제14대 | 강구정 | 계명대학교 의과대학   | 2017년~2018년 |
| 제15대 | 김형철 | 순천향대학교 의과대학 | 2018년~2019년 |
| 제16대 | 한호성 | 서울대학교 의과대학   | 2019년~2020년 |
| 제17대 | 나양원 | 울산대학교 의과대학   | 2020년~2021년 |
| 제18대 | 조철균 | 전남대학교 의과대학   | 2021년~2022년 |
| 제19대 | 황윤진 | 경북대학교 의과대학   | 2022년~2023년 |
| 제20대 | 박훤겸 | 한양대학교 의과대학   | 2023년~2024년 |
| 제21대 | 최진섭 | 연세대학교 의과대학   | 2024년~2025년 |
| 제22대 | 윤성수 | 영남대학교 의과대학   | 2025년~       |

### 역대 이사장
| 대수  | 성명   | 소속                | 재직 기간     |
| ----- | ------ | ------------------- | ------------- |
| 제1대 | 서경석 | 서울대학교 의과대학 | 2015년~2017년 |
| 제2대 | 윤동섭 | 연세대학교 의과대학 | 2017년~2019년 |
| 제3대 | 유희철 | 전북대학교 의과대학 | 2019년~2021년 |
| 제4대 | 박상재 | 국립암센터          | 2021년~2023년 |
| 제5대 | 김기훈 | 울산대학교 의과대학 | 2023년~2025년 |
| 제6대 | 장진영 | 서울대학교 의과대학 | 2025년~       |

## 조직
- 회장
- 이사장
- 기획위원회
- 학술위원회(간)
- 학술위원회(담췌)
- 간행위원회
- 고시·분과전문의위원회
- 교육위원회
- 국제/섭외위원회
- The Liver Week 준비위원회
- 법제/윤리위원회
- 보험/신의료위원회
- 연구위원회
- 용어·서적편찬위원회
- 재무위원회
- 정보/홍보위원회
- 종양등록위원회
- 진료지침위원회
- Liaison
- 총무
- 감사
- 고문변호사

## 학술지
- 《한국간담췌외과학회지》